# Paul Eberle
Paul Eberle (* 6. April 1924 in Dresden; † 2006) war ein deutscher Pädagoge und Politiker der LDPD. Er vertrat diese Partei von 1963 bis 1990 als Abgeordneter in der Volkskammer der DDR. Als Vorsitzender des Zeitweiligen Ausschusses der Volkskammer zur Ausarbeitung eines neuen Wahlgesetzes bereitete er den Weg zu den letzten Volkskammerwahlen am 18. März 1990 mit vor.

## Leben
Eberle wurde 1924 als Sohn einer Angestelltenfamilie in Dresden geboren. Nach dem Besuch einer Volksschule absolvierte er eine Aufbauschule, wurde dann aber zum Kriegsdienst eingezogen. Er diente als Grenadier und geriet im Juni 1944 in sowjetische Kriegsgefangenschaft. Nach seiner Entlassung im Jahr 1946 besuchte Eberle in der sowjetischen Besatzungszone einen Neulehrerlehrgang und begann danach als Lehrer zu arbeiten.  Spätestens 1949 wechselte er nach Jüterbog, wo er mit gerade einmal 25 Jahren eine Schule als Direktor bis 1952 leitete.
Anschließend wirkte er bis 1963 als Dozent in der Lehrerausbildung, zunächst in Jüterbog, später in Berlin. Während dieser Zeit absolvierte Eberle zunächst von 1954 bis 1957 an der PH Potsdam ein Fernstudium  für Mittelstufenlehrer in der Fachrichtung Mathematik. Daran schloss sich von 1957 bis 1962 ein weiteres Fernstudium an der Berliner Humboldt-Universität an, welches Eberle als Diplom-Pädagoge abschloss. Im Anschluss an sein Studium erhielt er bis 1966 eine Anstellung als wissenschaftlicher Mitarbeiter am Deutschen Institut für Berufsbildung.
Danach erhielt Eberle eine wissenschaftliche Aspirantur am Deutschen Pädagogischen Zentralinstitut Berlin und wurde dort 1969 mit der Arbeit  Wissensspeicher für die sozialistische Berufsausbildung – ihre Funktionen und die Prinzipien und Mittel ihrer Gestaltung zum Dr. paed. promoviert. Nach seiner Aspirantur war Eberle bis 1977 als Wissenschaftlicher Sekretär tätig, anschließend wurde ihm die Leitung des Bereiches Internationale Verbindungen am Zentralinstitut für Berufsbildung der DDR übertragen. In dieser Funktion war er bis zu seiner Berentung im April 1989 tätig.

## Politisches Wirken
Eberle trat bereits 1947 im Alter von 23 Jahren in die LDPD ein. Er vertrat seine Partei von 1950 bis 1954 als Stadtverordneter in Jüterbog, von 1959 bis 1963 war er Mitglied der Berliner Stadtverordnetenversammlung und dort Mitglied in der Ständigen Kommission für Volksbildung. Ab 1962 war Eberle Mitglied des Berliner LDPD-Bezirksvorstandes, von 1970 bis 1989 war er stellvertretender Vorsitzender des LDPD-Bezirksvorstandes Berlin. 1963 kandidierte Eberle für die LDPD erstmals zu den Volkskammerwahlen. In der Folge gehörte er dem DDR-Parlament bis  1990 an. Von 1971 bis 1981 war dabei Mitglied des Ausschusses für Volksbildung, von 1981 bis 1989 Mitglied des Ausschusses für Auswärtige Angelegenheiten. Während der politischen Wende in der DDR 1989 wurde Eberle am 8. Dezember 1989 zum Vorsitzenden des Zeitweiligen Ausschusses der Volkskammer zur Ausarbeitung eines neuen Wahlgesetzes gewählt. In knapp drei Monaten gelang es ihm mit seinen Kommissionsmitgliedern, im Vergleich zu den bisherigen Einheitswahlen ein demokratischen Ansprüchen genügendes Wahlgesetz zu erarbeiten. Dies wurde erst kurz vor den Volkskammerwahlen am 18. März 1990 verabschiedet.

## Ehrungen
- 1980 Vaterländischer Verdienstorden in Silber[1]
- 1989 Stern der Völkerfreundschaft in Silber[2]